# Loxley (Yorkshire du Sud)
Pour les articles homonymes, voir Loxley.
 (décembre 2016).

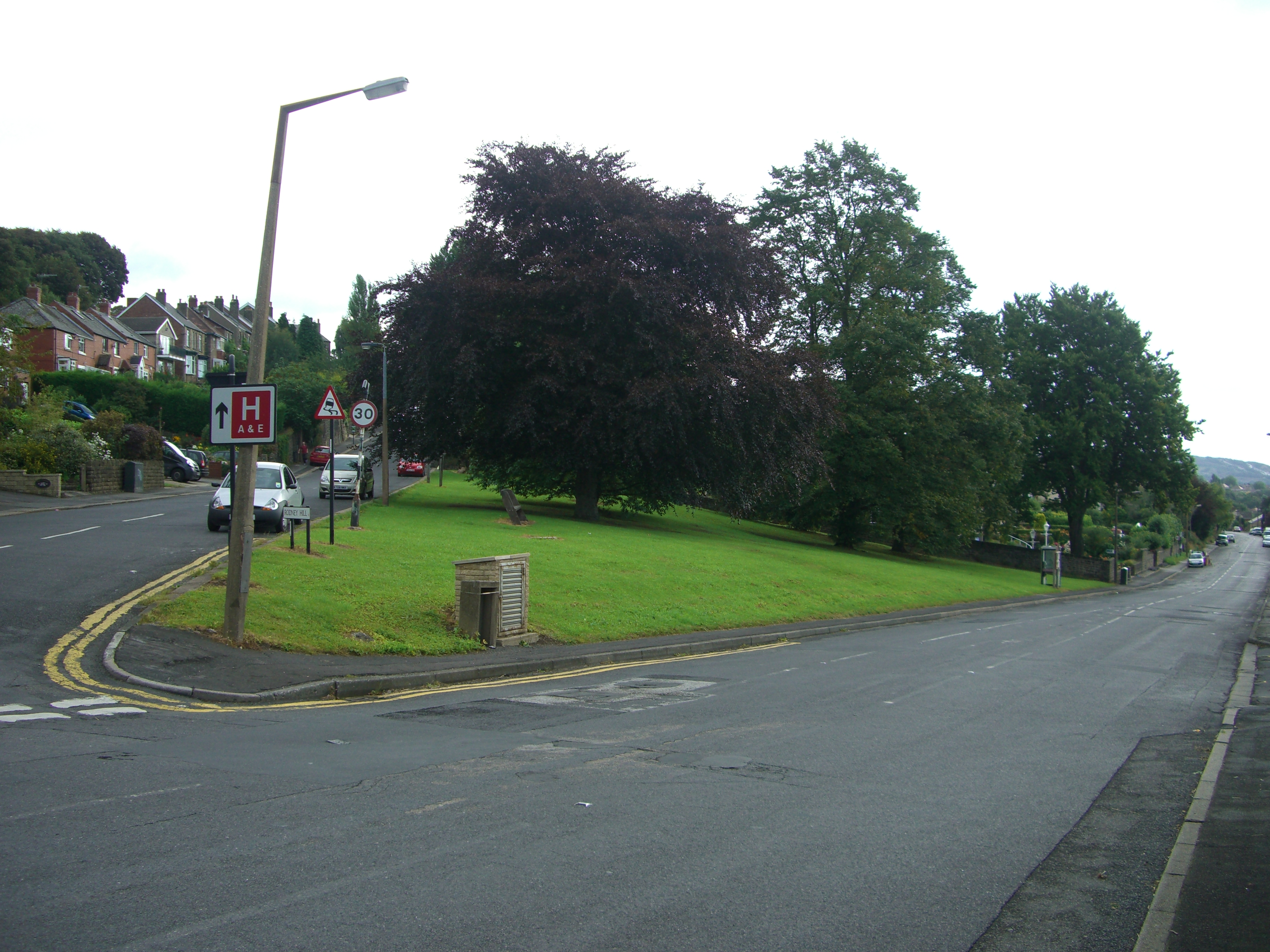
La pelouse du village marque le croisement de Loxley Road et Rodney Hill. Un hêtre pourpre y a été planté en 1935 à l'occasion du jubilé d'argent du roi George V.

Loxley est un village situé en périphérie de la ville de  Sheffield en Angleterre. L'agglomération à la forme d'un long ruban qui s'étend sur près de 4 km en bordure de la rivière Loxley et le long de la route B6077 (Loxley Road). Loxley se développe vers l'ouest depuis sa limite avec les faubourgs de Malin Bridge et de Wisewood jusqu'au hameau de Stacey Bank près de Damflask Reservoir. Le centre du village, matérialisé par son ancienne pelouse communale  (village green) se trouve au carrefour de Rodney Hill et de Loxley Road à 5 km du centre-ville de Sheffield.
Le toponyme dérive de 2 mots du vieil anglais lox (qui signifie lynx) et leah, (clairière).
Loxley est l'un des possibles lieux de naissance de Robin des Bois ou Robin de Locksley, l'autre étant le village du même nom dans le Warwickshire. 